# Dunning (Nebraska)
Dunning je selo u američkoj saveznoj državi Nebraska. Prema popisu stanovništva iz 2010. u njemu je živjelo 103 stanovnika.